# خانه عباس بابائی
خانه عباس بابائی مربوط به دوره قاجار است و در شهرستان فومن، شهرک تاریخی ماسوله واقع شده و این اثر در تاریخ ۲۵ اسفند ۱۳۸۰ با شمارهٔ ثبت ۵۲۳۴ به‌عنوان یکی از آثار ملی ایران به ثبت رسیده است.